# Wyścig Włoch WTCC 2012
Wyścig Włoch WTCC 2012 – pierwsza runda World Touring Car Championship w sezonie 2012 i ósmy z kolei Wyścig Włoch. Rozegrał się on w dniach 10-11 marca 2012 na torze Autodromo Nazionale di Monza w mieście Monza koło Mediolanu w Lombardii we Włoszech. Po raz trzeci runda ta stanowiła inaugurację sezonu. W obu wyścigach zwyciężył Yvan Muller z Chevroleta.

## Wypowiedzi zwycięzcy
Nie mogłem zacząć sezonu w lepszy sposób. Wszedłem prosto w szykanę i puściłem Gabriele, ale Lesmo pomogło mi kiedy Gabriele poszedł szeroko i mogłem go minąć. Oczywiście, silnik SEATa jest nowy, ale mają dobry zespół więc nie oczekiwałem, że Gabriele będzie miał jakieś problemy i wiedziałem, że muszę go naciskać. Monza jest zawsze ciężka dla hamulców i przedniej, lewej opony, więc wziąłem trochę na wstrzymanie na kilku ostatnich okrążeniach; miałem trochę wibracji więc trochę odpuściłem.

Jest zbyt wcześnie, żeby myśleć o tytule – wciąż mamy jeszcze 22 wyścigi! Cały drugi wyścig był dużo trudniejszy niż się spodziewałem, ale to była doskonała droga, by zacząć sezon. Zostałem uderzony z tyłu w szykanie i obróciłem się o 360° więc byłem zaniepokojony, że "zmęczę" opony, ale Yokohama robi fantastyczne opony, gdyż oprócz małej wibracji nic mi nie było. Chłopaki przed nami walczyli między sobą i tracili przez to czas, ale Michelisz uderzył w coś tuż przed drugą szykaną i byłem w stanie go wyprzedzić.

## Lista startowa
| Nr | Kierowca             | Zespół                      | Samochód             | Klasa |
| -- | -------------------- | --------------------------- | -------------------- | ----- |
| 1  | Yvan Muller          | Chevrolet                   | Chevrolet Cruze 1.6T | M     |
| 2  | Robert Huff          | Chevrolet                   | Chevrolet Cruze 1.6T | M     |
| 3  | Gabriele Tarquini    | Lukoil Racing Team          | SEAT León WTCC       | M     |
| 4  | Aleksiej Dudukało    | Lukoil Racing Team          | SEAT León WTCC       | MY    |
| 5  | Norbert Michelisz    | Zengő Motorsport            | BMW 320 TC           | MY    |
| 6  | Franz Engstler       | Liqui Moly Team Engstler    | BMW 320 TC           | MY    |
| 7  | Charles Ng           | Liqui Moly Team Engstler    | BMW 320 TC           | MY    |
| 8  | Alain Menu           | Chevrolet                   | Chevrolet Cruze 1.6T | M     |
| 9  | Rickard Rydell       | Chevrolet Motorsport Sweden | Chevrolet Cruze 1.6T | M     |
| 11 | Alex MacDowall       | Bamboo Engineering          | Chevrolet Cruze 1.6T | MY    |
| 12 | Pasquale Di Sabatino | Bamboo Engineering          | Chevrolet Cruze 1.6T | MY    |
| 14 | James Nash           | Team Aon                    | Ford Focus S2000 TC  |       |
| 15 | Tom Coronel          | ROAL Motorsport             | BMW 320 TC           | M     |
| 16 | Alberto Cerqui       | ROAL Motorsport             | BMW 320 TC           | MY    |
| 18 | Tiago Monteiro       | Tuenti Racing Team          | SEAT León TDI        | M     |
| 20 | Darryl O’Young       | Special Tuning Racing       | SEAT León WTCC       | MY    |
| 23 | Tom Chilton          | Team Aon                    | Ford Focus S2000 TC  |       |
| 24 | Isaac Tutumlu        | Proteam Racing              | BMW 320 TC           | MY    |
| 25 | Mehdi Bennani        | Proteam Racing              | BMW 320 TC           | MY    |
| 26 | Stefano D'Aste       | Wiechers-Sport              | BMW 320 TC           | MY    |
| 27 | Gábor Wéber          | Zengő Motorsport            | BMW 320 TC           | MY    |
| 40 | Andrea Barlesi       | SUNRED Engineering          | SEAT León TDI        | MY    |
| 74 | Pepe Oriola          | Tuenti Racing Team          | SEAT León WTCC       | MY    |
| Nr | Kierowca             | Zespół                      | Samochód             | Klasa |

| Symbol | Klasa                                   |
| ------ | --------------------------------------- |
| M      | Producent (Manufacturers' Championship) |
| Y      | Niezależny (Yokohama Trophy)            |

## Wyniki

### Sesje treningowe
| Sesja | Nr | Kierowca    | Zespół    | Samochód             | Czas     | Okr. |
| ----- | -- | ----------- | --------- | -------------------- | -------- | ---- |
| 1     | 2  | Robert Huff | Chevrolet | Chevrolet Cruze 1.6T | 1:58,679 | 9    |
| 2     | 8  | Alain Menu  | Chevrolet | Chevrolet Cruze 1.6T | 1:58,645 | 12   |

### Kwalifikacje
| Poz.    | Nr      |         | Kierowca             | Zespół                      | Samochód             | Q1        | Q2       | Poz. s. R1 | Poz. s. R2 | Pkt     |
| II etap | II etap | II etap | II etap              | II etap                     | II etap              | II etap   | II etap  | II etap    | II etap    | II etap |
| ------- | ------- | ------- | -------------------- | --------------------------- | -------------------- | --------- | -------- | ---------- | ---------- | ------- |
| 1       | 3       |         | Gabriele Tarquini    | Lukoil Racing Team          | SEAT León WTCC       | 1:58,004  | 1:57,915 | 1          | 10         | 5       |
| 2       | 1       |         | Yvan Muller          | Chevrolet                   | Chevrolet Cruze 1.6T | 1:58,191  | 1:57,974 | 2          | 9          | 4       |
| 3       | 2       |         | Robert Huff          | Chevrolet                   | Chevrolet Cruze 1.6T | 1:58,243  | 1:58,106 | 3          | 8          | 3       |
| 4       | 8       |         | Alain Menu           | Chevrolet                   | Chevrolet Cruze 1.6T | 1:58,527  | 1:58,200 | 4          | 7          | 2       |
| 5       | 9       |         | Rickard Rydell       | Chevrolet Motorsport Sweden | Chevrolet Cruze 1.6T | 1:59,144  | 1:58,319 | 5          | 6          | 1       |
| 6       | 15      |         | Tom Coronel          | ROAL Motorsport             | BMW 320 TC           | 1:59,120  | 1:58,389 | 6          | 5          |         |
| 7       | 74      | Y       | Pepe Oriola          | Tuenti Racing Team          | SEAT León WTCC       | 1:58,532  | 1:58,412 | 7          | 4          |         |
| 8       | 11      | Y       | Alex MacDowall       | Bamboo Engineering          | Chevrolet Cruze 1.6T | 1:59,262  | 1:58,507 | 8          | 3          |         |
| 9       | 4       | Y       | Aleksiej Dudukało    | Lukoil Racing Team          | SEAT León WTCC       | 1:58,942  | 1:58,649 | 9          | 2          |         |
| 10      | 5       | Y       | Norbert Michelisz    | Zengő Motorsport            | BMW 320 TC           | 1:58,424  | 1:58,652 | 10         | 1          |         |
| 11      | 26      | Y       | Stefano D'Aste       | Wiechers-Sport              | BMW 320 TC           | 1:59,187  | 1:58,931 | 11         | 11         |         |
| 12      | 27      | Y       | Gábor Wéber          | Zengő Motorsport            | BMW 320 TC           | 1:59,350  | 1:59,348 | 22         | 20         |         |
| I etap  |         |         |                      |                             |                      |           |          |            |            |         |
| 13      | 6       | Y       | Franz Engstler       | Liqui Moly Team Engstler    | BMW 320 TC           | 1:59,435  | –        | 12         | 12         |         |
| 14      | 14      |         | James Nash           | Team Aon                    | Ford Focus S2000 TC  | 1:59,563  | –        | 13         | 13         |         |
| 15      | 23      |         | Tom Chilton          | Team Aon                    | Ford Focus S2000 TC  | 1:59,723  | –        | 14         | 14         |         |
| 16      | 18      |         | Tiago Monteiro       | Tuenti Racing Team          | SEAT León TDI        | 1:59,743  | –        | 15         | 15         |         |
| 17      | 16      | Y       | Alberto Cerqui       | ROAL Motorsport             | BMW 320 TC           | 1:59,841  | –        | 16         | 16         |         |
| 18      | 12      | Y       | Pasquale Di Sabatino | Bamboo Engineering          | Chevrolet Cruze 1.6T | 1:59,891  | –        | 17         | 17         |         |
| 19      | 7       | Y       | Charles Ng           | Liqui Moly Team Engstler    | BMW 320 TC           | 1:59,949  | –        | 18         | 18         |         |
| 20      | 25      | Y       | Mehdi Bennani        | Proteam Racing              | BMW 320 TC           | 2:00,300  | –        | 19         | 21         |         |
| 21      | 40      | Y       | Andrea Barlesi       | SUNRED Engineering          | SEAT León TDI        | 2:00,394  | –        | 20         | 19         |         |
| 22      | 24      | Y       | Isaac Tutumlu        | Proteam Racing              | BMW 320 TC           | 2:01,333  | –        | 21         | 22         |         |
|         | 20      | Y       | Darryl O’Young       | Special Tuning Racing       | SEAT León WTCC       | 13:20,070 | –        | [ 6 ]      | [ 8 ]      |         |
| Poz.    | Nr      |         | Kierowca             | Zespół                      | Samochód             | Q1        | Q2       | Poz. s. R1 | Poz. s. R2 | Pkt     |

#### Warunki atmosferyczne[5]
| Temperatura toru      | 29 °C |
| Temperatura powietrza | 12 °C |
| Słońce                | tak   |
| Opady deszczu         | nie   |
| Sucho                 |       |

### Wyścig 1
| Poz.              | +/- | Nr |   | Kierowca             | Zespół                      | Samochód             | Okr. | Czas/Strata | Pkt. | Komentarz                        |
| ----------------- | --- | -- | - | -------------------- | --------------------------- | -------------------- | ---- | ----------- | ---- | -------------------------------- |
| 1                 | 1   | 1  |   | Yvan Muller          | Chevrolet                   | Chevrolet Cruze 1.6T | 12   | 26:01,705   | 25   |                                  |
| 2                 | 1   | 2  |   | Robert Huff          | Chevrolet                   | Chevrolet Cruze 1.6T | 12   | +0,446      | 18   |                                  |
| 3                 | 2   | 3  |   | Gabriele Tarquini    | Lukoil Racing Team          | SEAT León WTCC       | 12   | +2,305      | 15   |                                  |
| 4                 | 1   | 9  |   | Rickard Rydell       | Chevrolet Motorsport Sweden | Chevrolet Cruze 1.6T | 12   | +2,745      | 12   |                                  |
| 5                 | 1   | 15 |   | Tom Coronel          | ROAL Motorsport             | BMW 320 TC           | 12   | +3,796      | 10   |                                  |
| 6                 | 1   | 74 | Y | Pepe Oriola          | Tuenti Racing Team          | SEAT León WTCC       | 12   | +6,111      | 8    |                                  |
| 7                 | 3   | 8  |   | Alain Menu           | Chevrolet                   | Chevrolet Cruze 1.6T | 12   | +6,326      | 6    |                                  |
| 8                 |     | 11 | Y | Alex MacDowall       | Bamboo Engineering          | Chevrolet Cruze 1.6T | 12   | +8,287      | 4    |                                  |
| 9                 | 1   | 5  | Y | Norbert Michelisz    | Zengő Motorsport            | BMW 320 TC           | 12   | +8,431      | 2    |                                  |
| 10                | 6   | 16 | Y | Alberto Cerqui       | ROAL Motorsport             | BMW 320 TC           | 12   | +9,257      | 1    |                                  |
| 11                |     | 26 | Y | Stefano D'Aste       | Wiechers-Sport              | BMW 320 TC           | 12   | +9,465      |      |                                  |
| 12                |     | 6  | Y | Franz Engstler       | Liqui Moly Team Engstler    | BMW 320 TC           | 12   | +12,082     |      |                                  |
| 13                | 1   | 23 |   | Tom Chilton          | Team Aon                    | Ford Focus S2000 TC  | 12   | +12,668     |      |                                  |
| 14                | 3   | 12 | Y | Pasquale Di Sabatino | Bamboo Engineering          | Chevrolet Cruze 1.6T | 12   | +15,886     |      |                                  |
| 15                | 3   | 7  | Y | Charles Ng           | Liqui Moly Team Engstler    | BMW 320 TC           | 12   | +48,135     |      |                                  |
| 16                | 3   | 14 |   | James Nash           | Team Aon                    | Ford Focus S2000 TC  | 12   | +56,503     |      |                                  |
| 17                | 5   | 27 | Y | Gábor Wéber          | Zengő Motorsport            | BMW 320 TC           | 11   | +1 okr.     |      | uszkodzenia z wypadku            |
| 18                | 9   | 4  | Y | Aleksiej Dudukało    | Lukoil Racing Team          | SEAT León WTCC       | 10   | +2 okr.     |      | mechanika                        |
| Niesklasyfikowani |     |    |   |                      |                             |                      |      |             |      |                                  |
|                   |     | 24 | Y | Isaac Tutumlu        | Proteam Racing              | BMW 320 TC           | 2    |             |      | silnik                           |
|                   |     | 40 | Y | Andrea Barlesi       | SUNRED Engineering          | SEAT León TDI        | 1    |             |      | kolizja z Bennanim               |
|                   |     | 25 | Y | Mehdi Bennani        | Proteam Racing              | BMW 320 TC           | 1    |             |      | kolizja z Barlesim               |
|                   |     | 18 |   | Tiago Monteiro       | Tuenti Racing Team          | SEAT León TDI        | 0    |             |      | kolizja z D'Aste i Engstlerem    |
| Nie wystartowali  |     |    |   |                      |                             |                      |      |             |      |                                  |
|                   |     | 20 | Y | Darryl O’Young       | Special Tuning Racing       | SEAT León WTCC       | –    |             |      | pożar silnika podczas rozgrzewki |
| Poz.              | +/- | Nr |   | Kierowca             | Zespół                      | Samochód             | Okr. | Czas/Strata | Pkt. | Komentarz                        |

#### Najszybsze okrążenie
| Nr | Kierowca       | Zespół                      | Samochód             | Czas     | Okr. |
| -- | -------------- | --------------------------- | -------------------- | -------- | ---- |
| 9  | Rickard Rydell | Chevrolet Motorsport Sweden | Chevrolet Cruze 1.6T | 1:59,116 | 2    |

#### Warunki atmosferyczne[13]
| Temperatura toru      | 28 °C |
| Temperatura powietrza | 15 °C |
| Słońce                | tak   |
| Opady deszczu         | nie   |
| Sucho                 |       |

### Wyścig 2
| Poz.              | +/- | Nr |   | Kierowca             | Zespół                      | Samochód             | Okr. | Czas/Strata | Pkt. | Komentarz                        |
| ----------------- | --- | -- | - | -------------------- | --------------------------- | -------------------- | ---- | ----------- | ---- | -------------------------------- |
| 1                 | 8   | 1  |   | Yvan Muller          | Chevrolet                   | Chevrolet Cruze 1.6T | 10   | 20:07,643   | 25   |                                  |
| 2                 | 5   | 8  |   | Alain Menu           | Chevrolet                   | Chevrolet Cruze 1.6T | 10   | +0,307      | 18   |                                  |
| 3                 | 5   | 2  |   | Robert Huff          | Chevrolet                   | Chevrolet Cruze 1.6T | 10   | +0,613      | 15   |                                  |
| 4                 | 1   | 15 |   | Tom Coronel          | ROAL Motorsport             | BMW 320 TC           | 10   | +0,993      | 12   |                                  |
| 5                 | 6   | 26 | Y | Stefano D'Aste       | Wiechers-Sport              | BMW 320 TC           | 10   | +6,125      | 10   |                                  |
| 6                 | 6   | 6  | Y | Franz Engstler       | Liqui Moly Team Engstler    | BMW 320 TC           | 10   | +6,705      | 8    |                                  |
| 7                 | 4   | 11 | Y | Alex MacDowall       | Bamboo Engineering          | Chevrolet Cruze 1.6T | 10   | +7,247      | 6    |                                  |
| 8                 | 7   | 5  | Y | Norbert Michelisz    | Zengő Motorsport            | BMW 320 TC           | 10   | +10,238     | 4    |                                  |
| 9                 | 7   | 16 | Y | Alberto Cerqui       | ROAL Motorsport             | BMW 320 TC           | 10   | +12,663     | 2    |                                  |
| 10                | 4   | 9  |   | Rickard Rydell       | Chevrolet Motorsport Sweden | Chevrolet Cruze 1.6T | 10   | +14,066     | 1    |                                  |
| 11                | 9   | 27 | Y | Gábor Wéber          | Zengő Motorsport            | BMW 320 TC           | 10   | +14,202     |      |                                  |
| 12                | 8   | 74 | Y | Pepe Oriola          | Tuenti Racing Team          | SEAT León WTCC       | 10   | +14,575     |      | wystartował z boksów             |
| 13                |     | 14 |   | James Nash           | Team Aon                    | Ford Focus S2000 TC  | 10   | +18,279     |      |                                  |
| 14                | 7   | 25 | Y | Mehdi Bennani        | Proteam Racing              | BMW 320 TC           | 10   | +18,775     |      |                                  |
| 15                | 4   | 40 | Y | Andrea Barlesi       | SUNRED Engineering          | SEAT León TDI        | 10   | +24,880     |      |                                  |
| 16                | 2   | 23 |   | Tom Chilton          | Team Aon                    | Ford Focus S2000 TC  | 10   | +25,586     |      |                                  |
| 17                | 5   | 24 | Y | Isaac Tutumlu        | Proteam Racing              | BMW 320 TC           | 10   | +35,129     |      |                                  |
| 18                | 3   | 18 |   | Tiago Monteiro       | Tuenti Racing Team          | SEAT León TDI        | 9    | +1 okr.     |      | mechanika                        |
| 19                | 2   | 12 | Y | Pasquale Di Sabatino | Bamboo Engineering          | Chevrolet Cruze 1.6T | 8    | +2 okr.     |      | mechanika                        |
| Niesklasyfikowani |     |    |   |                      |                             |                      |      |             |      |                                  |
|                   |     | 3  |   | Gabriele Tarquini    | Lukoil Racing Team          | SEAT León WTCC       | 1    |             |      | zawieszenie                      |
|                   |     | 7  | Y | Charles Ng           | Liqui Moly Team Engstler    | BMW 320 TC           | 1    |             |      | mechanika                        |
| Nie wystartowali  |     |    |   |                      |                             |                      |      |             |      |                                  |
|                   |     | 4  | Y | Aleksiej Dudukało    | Lukoil Racing Team          | SEAT León WTCC       | –    |             |      | elektryka                        |
|                   |     | 20 | Y | Darryl O’Young       | Special Tuning Racing       | SEAT León WTCC       | –    |             |      | pożar silnika podczas rozgrzewki |
| Poz.              | +/- | Nr |   | Kierowca             | Zespół                      | Samochód             | Okr. | Czas/Strata | Pkt. | Komentarz                        |

#### Najszybsze okrążenie
| Nr | Kierowca    | Zespół    | Samochód             | Czas     | Okr. |
| -- | ----------- | --------- | -------------------- | -------- | ---- |
| 2  | Robert Huff | Chevrolet | Chevrolet Cruze 1.6T | 1:59,000 | 3    |

#### Warunki atmosferyczne[14]
| Temperatura toru      | 20 °C |
| Temperatura powietrza | 15 °C |
| Słońce                | tak   |
| Opady deszczu         | nie   |
| Sucho                 |       |

## Klasyfikacja po rundzie

### Kierowcy
| Poz.              | +/- | Kierowca             | Starty | Punkty | P1 | P2 | P3 | PP | NO | NS | DK | NW |
| ----------------- | --- | -------------------- | ------ | ------ | -- | -- | -- | -- | -- | -- | -- | -- |
| 1                 |     | Yvan Muller          | 2      | 54     | 2  | –  | –  | –  | –  | –  | –  | –  |
| 2                 |     | Robert Huff          | 2      | 36     | –  | 1  | 1  | –  | 1  | –  | –  | –  |
| 3                 |     | Alain Menu           | 2      | 26     | –  | 1  | –  | –  | –  | –  | –  | –  |
| 4                 |     | Tom Coronel          | 2      | 22     | –  | –  | –  | –  | –  | –  | –  | –  |
| 5                 |     | Gabriele Tarquini    | 2      | 20     | –  | –  | 1  | 1  | –  | 1  | –  | –  |
| 6                 |     | Rickard Rydell       | 2      | 14     | –  | –  | –  | –  | 1  | –  | –  | –  |
| 7                 |     | Stefano D'Aste       | 2      | 10     | –  | –  | –  | –  | –  | –  | –  | –  |
| 8                 |     | Alex MacDowall       | 2      | 10     | –  | –  | –  | –  | –  | –  | –  | –  |
| 9                 |     | Franz Engstler       | 2      | 8      | –  | –  | –  | –  | –  | –  | –  | –  |
| 9                 |     | Pepe Oriola          | 2      | 8      | –  | –  | –  | –  | –  | –  | –  | –  |
| 11                |     | Norbert Michelisz    | 2      | 6      | –  | –  | –  | 1  | –  | –  | –  | –  |
| 12                |     | Alberto Cerqui       | 2      | 3      | –  | –  | –  | –  | –  | –  | –  | –  |
| 13                |     | Gábor Wéber          | 2      | 0      | –  | –  | –  | –  | –  | –  | –  | –  |
| 14                |     | Tom Chilton          | 2      | 0      | –  | –  | –  | –  | –  | –  | –  | –  |
| 14                |     | James Nash           | 2      | 0      | –  | –  | –  | –  | –  | –  | –  | –  |
| 16                |     | Pasquale Di Sabatino | 2      | 0      | –  | –  | –  | –  | –  | –  | –  | –  |
| 17                |     | Mehdi Bennani        | 2      | 0      | –  | –  | –  | –  | –  | 1  | –  | –  |
| 18                |     | Andrea Barlesi       | 2      | 0      | –  | –  | –  | –  | –  | 1  | –  | –  |
| 18                |     | Charles Ng           | 2      | 0      | –  | –  | –  | –  | –  | 1  | –  | –  |
| 20                |     | Isaac Tutumlu        | 2      | 0      | –  | –  | –  | –  | –  | 1  | –  | –  |
| 21                |     | Tiago Monteiro       | 2      | 0      | –  | –  | –  | –  | –  | 1  | –  | –  |
| 22                |     | Aleksiej Dudukało    | 1      | 0      | –  | –  | –  | –  | –  | –  | –  | 1  |
| Niesklasyfikowani |     |                      |        |        |    |    |    |    |    |    |    |    |
| –                 |     | Darryl O’Young       | 0      | –      | –  | –  | –  | –  | –  | –  | –  | 2  |
| Poz.              | +/- | Kierowca             | Starty | Punkty | P1 | P2 | P3 | PP | NO | NS | DK | NW |

### Producenci
| Poz. | +/- | Producent                 | Starty | Punkty | P1 | P2 | P3 | PP | NO | NS | DK | NW |
| ---- | --- | ------------------------- | ------ | ------ | -- | -- | -- | -- | -- | -- | -- | -- |
| 1    |     | Chevrolet                 | 2      | 93     | 2  | 2  | 1  | –  | 2  | –  | –  | –  |
| 2    |     | BMW Customer Racing Teams | 2      | 49     | –  | –  | –  | 1  | –  | 3  | –  | –  |
| 3    |     | SEAT Customer Technology  | 2      | 49     | –  | –  | 1  | 1  | –  | 3  | –  | 3  |
| Poz. | +/- | Producent                 | Starty | Punkty | P1 | P2 | P3 | PP | NO | NS | DK | NW |